# Steinbruch Lauster (Krastal)
Der Steinbruch Lauster im Krastal ist ein Marmorsteinbruch, der auch als Veranstaltungsort dient.

## Geschichte des Steinbruchs
Das Steinbruchunternehmen Lauster hatte seine Wurzeln in Bad Cannstatt, wo vor allem Cannstatter Travertin abgebaut und verarbeitet wurde. Nach dem Ende des Zweiten Weltkrieges erschloss Lauster auch Abbaugebiete von Marmor in Kärnten und Osttirol. Noch heute baut die Lauster Steinbau GmbH im Krastal Marmor ab.

## Symposien und Ausstellungen
Beim Bildhauerinnen- und dem 42. Bildhauersymposion Krastal 2009 wurde der Krastaler Marmor des Steinbruchs für zahlreiche Skulpturen genutzt. Im Juli 2010 war der Steinbruch Schauplatz des Symposions keen on experimenting des 43. Bildhauersymposions Krastal. Aber auch schon früher hatten Bildhauersymposien und Ausstellungen in dem Steinbruch stattgefunden. So war etwa Max M. Seibalds Ausstellung Traffic Session II 2003 im Steinbruch Lauster zu sehen und Sonja Hollauf zeigte 2004 ihre Werke an dieser Stelle.

## Theater
Der Steinbruch dient seit 2005 auch bei Theateraufführungen als Naturkulisse. 2007 wurde hier die Gegendtaler Passion von Gerhard Reichmann uraufgeführt, 2009 und 2010 war Nathan der Weise im Steinbruch Lauster zu sehen. 2011 und 2012 inszenierte Manfred Lukas-Luderer Faust im Steinbruch Lauster. 2013 folgte erneut ein Stück Weltliteratur, Der zerbrochne Krug von Heinrich von Kleist wurde aufgeführt. Die Spielstätte bietet Platz für 300–400 Zuschauer. 2014 inszenierte der Regisseur und Schauspieler Manfred Lukas-Luderer das Leben des Galilei von Bertolt Brecht in der Kulisse des Steinbruchs.